# Grammelpogatscherl

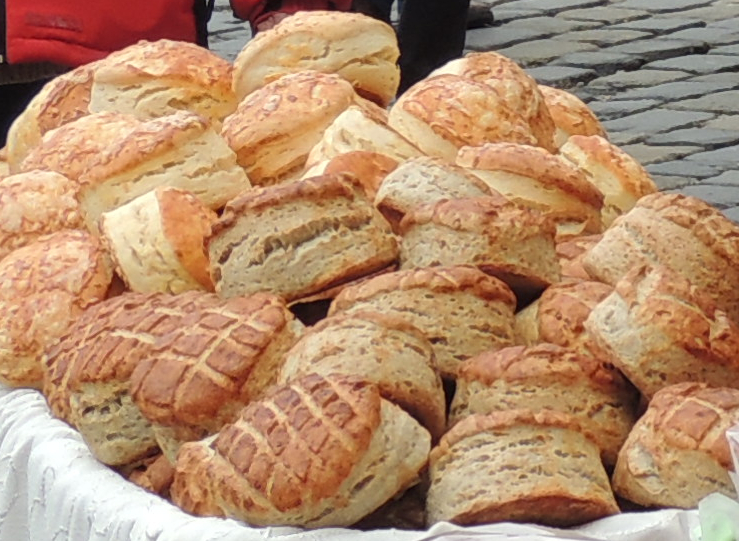
Tepertős pogácsák

Grammelpogatscherl (ungarisch Tepertős pogácsa, burgenlandkroatisch Pogačice s ocvarki) ist ein burgenländisches und ungarisches Festtags- und Weingebäck aus Germteig und Grammeln (Grieben). Grammelpogatschen (auch Pogatschen) sind im Österreichischen Lebensmittelbuch als Feine Hefeteigbackwaren kategorisiert.
Für die Zubereitung wird feiner Germteig (mit Rahm oder Wein verfeinert) mit klein gehackten oder grob faschierten Grammeln vermengt, ausgerollt und ähnlich wie bei einem Blätterteig mehrere Male übereinander geschlagen und nochmals daumendick ausgerollt. Dann werden runde Plätzchen ausgestochen, mit Ei bestrichen und im Rohr gebacken. Es gibt regional süße und salzige Varianten.

## Tepertős pogácsa
Die ungarische Bezeichnung Tepertős pogácsa wurde am 27. September 2010 von Ungarn als Garantiert traditionelle Spezialität (g. t. S.) bei der EU-Kommission eingereicht. Am 13. November 2013 wurde die Bezeichnung registriert.